# 旺加拉塔
旺加拉塔（Wangaratta，/wæŋɡəˈrætə/）是澳大利亞的一個城市，位於維多利亞州，人口約有超過1.7萬人。IBM曾在這裡設有工廠。

## 外部連結
- Rural City of Wangaratta Website （页面存档备份，存于）